# Campionati europei di triathlon long distance del 1995
I Campionati europei di triathlon long distance del 1995 (VII edizione) si sono tenuti a Jümme, Germania in data 5 agosto 1995.
Tra gli uomini ha vinto il tedesco Matthias Klumpp, mentre la gara femminile è andata alla connazionale Ines Estedt.

## Risultati

### Élite uomini
| Pos. | Nome                | Paese       | Nuoto    | Bici     | Corsa    | Totale   |
| ---- | ------------------- | ----------- | -------- | -------- | -------- | -------- |
|      | Matthias Klumpp     | Germania    | 00:49:52 | 04:34:36 | 02:41:37 | 08:06:05 |
|      | Dirk Van Gossum     | Belgio      | 00:47:20 | 04:35:21 | 02:47:07 | 08:09:48 |
|      | Rolf Lautenbacher   | Germania    | 00:47:55 | 04:34:15 | 02:51:23 | 08:09:48 |
| 4    | J.van de Ploeg      | Paesi Bassi | 00:50:56 | 04:41:28 | 02:42:20 | 08:14:44 |
| 5    | Julian Jenkinson    | Regno Unito | 00:50:36 | 04:32:19 | 02:52:26 | 08:15:21 |
| 6    | Ingo Frantzki       | Germania    | 00:47:14 | 04:37:00 | 03:00:08 | 08:24:22 |
| 7    | Sascha Krause       | Germania    | 00:48:12 | 04:47:55 | 02:48:58 | 08:25:05 |
| 8    | Igor Kogoj          | Slovenia    | 00:49:41 | 04:45:15 | 02:58:53 | 08:33:49 |
| 9    | Michal Pichrt       | Rep. Ceca   | 00:54:36 | 04:45:07 | 02:57:46 | 08:37:29 |
| 10   | Eric Thys           | Belgio      | 00:50:27 | 04:48:25 | 02:58:47 | 08:37:39 |
| 11   | Bogumil Gtuszkowski | Polonia     | 00:00:00 | 00:00:00 | 03:07:09 | 08:42:27 |
| 12   | Martin Foster       | Regno Unito | 00:46:51 | 04:55:58 | 03:01:46 | 08:44:35 |
| 13   | Dan Dethier         | Paesi Bassi | 00:50:44 | 04:33:48 | 03:24:22 | 08:48:54 |
| 14   | Uros Velepec        | Slovenia    | 00:58:44 | 04:51:08 | 02:59:20 | 08:49:12 |
| 15   | Michal Pilousek     | Rep. Ceca   | 00:52:10 | 04:47:04 | 03:11:59 | 08:51:13 |
| 16   | Marek Kalwat        | Polonia     | 01:04:22 | 04:50:40 | 02:56:31 | 08:51:33 |
| 17   | Rudolf Krajca       | Rep. Ceca   | 00:58:40 | 04:41:00 | 03:13:36 | 08:53:16 |
| 18   | Rostislav Havelka   | Rep. Ceca   | 01:01:03 | 05:01:53 | 02:52:56 | 08:55:52 |
| 19   | Miro Kregar         | Slovenia    | 00:57:35 | 04:57:25 | 03:02:29 | 08:57:29 |
| 20   | Joachim Schueler    | Germania    | 00:56:02 | 04:51:00 | 03:12:33 | 08:59:35 |
| 21   | Tobias Schumacher   | Svizzera    | 00:47:17 | 04:52:35 | 03:26:16 | 09:06:08 |
| 22   | Matjaz Kovac        | Slovenia    | 00:52:57 | 04:55:02 | 03:19:49 | 09:07:48 |
| 23   | Tim Stewart         | Regno Unito | 00:47:25 | 04:42:33 | 03:41:25 | 09:11:23 |
| 24   | Johann Lindner      | Austria     | 00:52:08 | 04:50:51 | 03:29:03 | 09:12:02 |
| 25   | Henk Knol           | Paesi Bassi | 00:55:39 | 04:57:48 | 03:19:44 | 09:13:11 |
| 26   | Andy Mueller        | Svizzera    | 00:54:28 | 04:53:14 | 03:29:47 | 09:17:29 |
| 27   | Herbert Tepe        | Germania    | 00:54:25 | 05:02:00 | 03:23:48 | 09:20:13 |
| 28   | Hans-Ludwig Sattler | Germania    | 00:50:42 | 05:00:12 | 03:30:43 | 09:21:37 |
| 29   | André Boshove       | Paesi Bassi | 00:53:07 | 04:54:57 | 03:34:30 | 09:22:34 |
| 30   | Erhard Hofmann      | Germania    | 01:19:13 | 04:56:17 | 03:08:38 | 09:24:08 |

### Élite donne
| Pos. | Nome                  | Paese       | Nuoto    | Bici     | Corsa    | Totale   |
| ---- | --------------------- | ----------- | -------- | -------- | -------- | -------- |
|      | Ines Estedt           | Germania    | 00:50:32 | 05:03:47 | 03:01:46 | 08:56:05 |
|      | Ute Mueckel           | Germania    | 00:45:38 | 05:06:42 | 03:17:05 | 09:09:25 |
|      | Ata Van Zwieten       | Paesi Bassi | 00:52:13 | 05:02:02 | 03:28:46 | 09:10:36 |
| 4    | Katja Mayer           | Germania    | 00:57:26 | 04:54:47 | 03:28:46 | 09:20:59 |
| 5    | Natasa Nakrst         | Slovenia    | 00:55:42 | 05:09:53 | 03:18:12 | 09:23:47 |
| 6    | Marion Bührmann       | Germania    | 00:00:00 | 00:00:00 | 03:18:55 | 09:25:08 |
| 7    | Marijke Zeekant       | Paesi Bassi | 00:50:37 | 05:06:40 | 03:32:31 | 09:29:48 |
| 8    | Barbara Zeeb          | Germania    | 00:50:39 | 05:14:58 | 03:25:30 | 09:31:07 |
| 9    | Joke Keuning          | Paesi Bassi | 00:53:45 | 05:19:12 | 03:32:09 | 09:45:06 |
| 10   | Oksana Ladigina       | Russia      | 00:57:25 | 05:53:31 | 03:16:34 | 10:07:30 |
| 11   | Shirley Yarde         | Regno Unito | 00:50:49 | 05:37:15 | 03:51:52 | 10:19:56 |
| 12   | Annette Morris        | Regno Unito | 01:09:47 | 05:51:50 | 03:51:26 | 10:53:03 |
| 13   | Cathy Wood            | Regno Unito | 00:54:32 | 05:41:45 | 04:22:28 | 10:58:45 |
| 14   | Annemarie Rath        | Germania    | 01:07:47 | 06:02:29 | 04:26:36 | 11:36:52 |
| 15   | Erika Zimmermann      | Germania    | 01:21:20 | 06:37:33 | 04:38:38 | 12:37:31 |
| 16   | Christine Keil-Geibig | Germania    | 01:23:47 | 06:31:35 | 04:45:09 | 12:40:31 |